# Міжнародний геодинамічний проєкт
Міжнародний геодинамічний проєкт (рос. международный геодинамический проект, англ. international geodynamic project, нім. internationales geodynamisches Projekt n) – комплекс досліджень рухів і деформацій земної кори – причини глибинних геологічних явищ. Проводився у 1871-1980 рр. вченими понад 40 країн.